# 珍妮佛·凱汀·羅賓遜
珍妮佛·凱汀·羅賓遜（英語：Jennifer Kaytin Robinson，1988年4月4日—）是一名美國導演、製片人和作家。她因創作MTV節目《甜心惡女》、Netflix電影《忘情今夜》（2019年），以及與塔伊加·維迪提共同編劇漫威影業的《雷神索爾：愛與雷霆》而知名。羅賓遜執導的電影《復仇好閨蜜》（2022）由卡蜜拉·曼德絲和瑪雅·霍克主演，被描述為「一部顛覆性的黑暗喜劇」。

## 生平
羅賓遜在佛羅里達州邁阿密出生和長大。她在16歲時搬到洛杉磯，並進入的最後一輪試鏡，飾演麥莉·希拉的好友。在紐約和洛杉磯之間演戲和從事時尚公關工作後，羅賓遜轉向寫作。
她創作並製作MTV節目《甜心惡女》，該節目於2016年首播。《甜心惡女》是一部黑暗喜劇，講述兩個女大學生成為守夜人，將正義掌握在自己手中，對性虐待者進行報復。該劇巧妙地平衡高度的類型和超級英雄元素以及對倖存者的細微描寫。該劇受到好評，在被取消前運行了一季。《綜藝》雜誌將《甜心惡女》評為2016年20個最佳新節目之一。由羅賓遜撰寫的《甜心惡女》漫畫在2018年宣佈出版。
2016年，羅賓遜被評為《綜藝》雜誌的10位值得關注的電視作家之一。她應邀在歐巴馬政府下的白宮和副總統拜登的最後一次「It's On Us Summit」峰會上發言。
2018年，宣布羅賓遜將為Netflix拍攝她的長片導演處女作《忘情今夜》。吉娜·羅德里奎與製片人保羅·費格、傑西·亨德森（Jessie Henderson）和Likely Story一起，在這部浪漫喜劇中擔任主演和製片。由羅賓遜編劇的故事被描述為「關於損失、成長以及最重要的是，女性友誼的永恆紐帶」。布蘭妮·史諾、德汪達·懷斯和凱斯·史坦費爾德也參加了演出。拍攝工作於2018年4月在紐約開始。《忘情今夜》於2019年4月19日在Netflix首播。
2020年，《綜藝》報導羅賓遜已被聘請與導演塔伊加·維迪提共同編寫漫威影業的《雷神索爾：愛與雷霆》。羅賓遜還在2020年發行的HBO Max的《沒有懷孕的少女》中獲得編劇權。
她將擔任《舞國英雄譜》電視劇集的編劇、導演和執行製片人。羅賓遜曾擔任漫威影業和Disney+節目《鷹眼》的顧問製片人。
羅賓遜執導並共同編寫由卡蜜拉·曼德絲和瑪雅·霍克主演的電影《復仇好閨蜜》，這是一部高中喜劇版《火車怪客》。該片於2022年9月在Netflix首映。

## 影視作品

### 電影
| 年份 | 標題                      | 職務 | 職務 | 職務   | 備註                    |
| 年份 | 標題                      | 導演 | 編劇 | 製片人 | 備註                    |
| ---- | ------------------------- | ---- | ---- | ------ | ----------------------- |
| 2019 | 《忘情今夜》              | 是   | 是   | 是     | 兼執行製作人            |
| 2020 | 《沒有懷孕的少女》        | 否   | 是   | 否     |                         |
| 2022 | 《雷神索爾：愛與雷霆》    | 否   | 是   | 否     | 與塔伊加·維迪提聯合編劇 |
| 2022 | 《復仇好閨蜜》            | 是   | 是   | 是     |                         |
| 2025 | 《舊年暑假搞乜鬼 (2025)》 | 是   | 是   | 是     | 兼執行製作人            |

### 電視
| 年份 | 標題           | 職務 | 職務 | 職務   | 備註                          |
| 年份 | 標題           | 導演 | 編劇 | 製片人 | 備註                          |
| ---- | -------------- | ---- | ---- | ------ | ----------------------------- |
| 2016 | 《甜心惡女》   | 否   | 是   | 是     | 兼系列創作人                  |
| 2020 | 《愛情生活》   | 是   | 否   | 否     | 集數：「Magnus Lund Part II」 |
| 2021 | 《鷹眼》       | 否   | 否   | 顧問   |                               |
| TBA  | 《舞國英雄譜》 | 是   | 是   | 是     |                               |

## 外部連結
- 珍妮佛·凱汀·羅賓遜在互联网电影资料库（IMDb）上的資料（英文）